# Daniel Schoch
Daniel Schoch (* 14. Januar 1963 in Frankfurt am Main) ist ein deutscher Philosoph und Ökonom. 

## Leben
Schoch erhielt 2007 den nach dem Schweizer Philosophen Henri Lauener benannten Nachwuchspreis der Lauener-Stiftung sowie 1997 den nach dem deutschen Philosophen Wolfgang Stegmüller benannten Preis der Gesellschaft für Analytische Philosophie.
Im Zentrum seiner Arbeit steht die Wissenschaftstheorie, Belief Revision Theory, Erkenntnistheorie, die Entscheidungstheorie, sowie Finanzmathematik und Sozialwahltheorie.
Er war Assistant Professor für Wirtschaftswissenschaft, insbesondere Finanzmathematik, an der University of Nottingham in Kuala Lumpur (Malaysia).